# Cristiano Ernesto de Brandemburgo-Bayreuth
Cristiano Ernesto de Brandemburgo-Bayreuth (Bayreuth, 27 de julho de 1644 – Erlangen, 10 de maio de 1712) era um membro da Casa de Hohenzollern e marquês de Brandemburgo-Bayreuth.
Era filho único de Erdmann Augusto, marquês hereditário de Brandeburgo-Bayreuth, e da sua esposa e prima direita, a princesa Sofia de Brandemburgo-Ansbach.
Quando o seu pai morreu a 6 de Fevereiro de 1651, Cristiano Ernesto tornou-se o novo herdeiro do condado de Bayreuth. Aos dez anos de idade, sucedeu ao seu avô Cristiano como marquês quando este morreu a 30 de Maio de 1655. O seu tio, o príncipe Jorge Alberto, foi nomeado regente e exerceu essa função até 1664, quando Cristiano Ernesto foi declarado maior de idade e assumiu o governo do seu principado.

## Vida

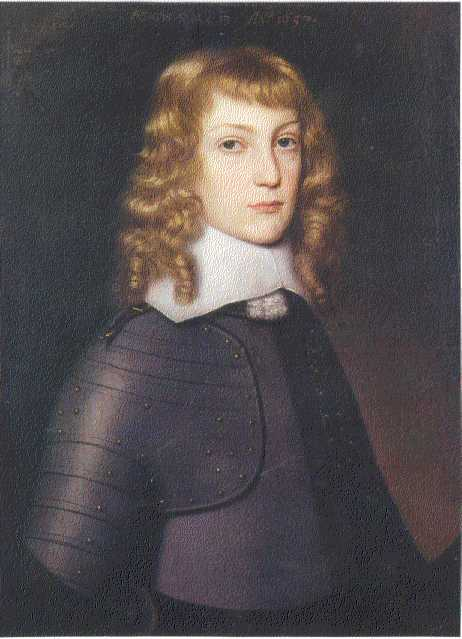
Cristiano Ernesto na sua juventude.

Cristiano Ernesto tomou decisões importantes para a centralização das autoridades regionais em Bayreuth, enviando os Huguenotes em Erlangen, e criando uma academia para cavaleiros (Ritterakademie), que, mais tarde, se viria a tornar na Universidade Regional de Erlangen.
Como marquês, serviu o sacro-imperador Leopoldo I, a quem ajudou com mantimentos militares durante as guerras contra a França a favor da República das Sete Províncias Unidas e de Lorena assim como na libertação de Viena dos turcos. A 12 de Fevereiro de 1664, foi nomeado coronel do Circulo Franconiano. A partir de 1668, o plano de armamento do seu exército, cujo objectivo era ajudar o sacro-imperador, colocou o condado numa situação financeira complicada e colocou-o em perigo de invasões militares. Bayreuth sofreu a primeira de várias crises financeiras graves em 1672.
As ambições militares de Cristiano Ernesto tornaram-no um aliado político importante, apesar de governar um território pequeno. Depois de ajudar o sacro-imperador durante a Guerra Franco-Holandesa, foi nomeado tenente e marechal-de-campo (Generalfeldmarschallleutnant) a 27 de Março de 1676. Durante a libertação de Viena dos turcos em 1683, Cristiano Ernesto participou no exército de apoio.
Em 1691 foi nomeado marechal-de-campo imperial (Kaiserlichen Generalfeldmarschall) e passou a comandar o exército imperial que se encontrava posicionado no Reno em 1692. No entanto, chegou à conclusão que não estava preparado para essa tarefa e entregou o seu posto a Luís Guilherme, marquês de Baden-Baden. Durante a Guerra de Sucessão Espanhola, conseguiu algumas vitórias, mas cometeu um erro grave a 22 de Maio de 1707 que permitiu às tropas francesas entrarem na Suábia e na Baviera. A partir desse momento, a sua carreira militar terminou.
Cristiano Ernesto também defendia e apoiava as artes e a educação. Para substituir a Escola Latina de Bayreuth (Bayreuther Lateinschule) apoiou a criação de uma escola secundária em 1664 que ainda existe nos dias de hoje e continua a ter o seu nome, a Escola Secundária Cristiano Ernesto (Christian-Ernst-Gymnasium). Em 1672, construiu uma igreja-castelo na praça que ficava perto dos seus estábulos. Em 1695, o arquitecto Leonhard Dientzenhofer começou a construir uma torre de castelo octagonal. Em 1686, permitiu que os huguenotes, expulsos pelo rei Luís XIV de França, se instalassem em Neustadt; pouco depois também permitiu a entrada de refugiados do Palatinado, uma região devastada pela Guerra dos Nove Anos, dando-lhes residência em Erlangen.
Na sua vida privada, o marquês adorava cavalos e cães e possuía cerca de 85 deles.

## Casamentos e descendência
A 29 de Outubro de 1662, Cristiano casou-se em Dresden com a princesa Erdemunda Sofia da Saxónia, filha única da sua tia paterna, a princesa Madalena Sofia, e do seu esposo, João Jorge II, príncipe-eleitor da Saxónia. Depois de um casamento de sete anos do qual não nasceram filhos, a sua esposa morreu a 22 de Junho de 1670.
Oito meses após a morte da sua esposa, Cristiano Ernesto casou-se pela segunda vez, a 8 de Fevereiro de 1671, em Estugarda, com a sua prima em segundo grau, a princesa Sofia Luísa de Württemberg-Winnental filha mais velha do marquês Everardo III de Württemberg. Esta união durou trinta-e-um anos e dela nasceram seis filhos, dos quais três não chegaram à idade adulta:
1. Cristiana Everadina de Brandemburgo-Bayreuth de Brandemburgo-Bayreuth (29 de Dezembro de 1671 – 5 de Setembro de 1727); casada com o rei Auguto II da Polónia; com descendência;
2. Leonor Madalena de Brandemburgo-Bayreuth (24 de Janeiro de 1673 – 13 de Dezembro de 1711); casada com Hermann Frederico, marquês de Hohenzollern-Hechingen; com descendência;
3. Cláudia Leonor de Brandemburgo-Bayreuth (4 de Julho de 1675 – 11 de Fevereiro de 1676), morreu aos sete meses de idade;
4. Carlota Emília de Brandemburgo-Bayreuth (4 de Junho de 1677 – 15 de Fevereiro de 1678), morreu aos seis meses de idade;
5. Jorge Guilherme de Brandemburgo-Bayreuth (26 de Novembro de 1678 – 8 de Dezembro de 1726), sucedeu o pai como marquês de Bayreuth; casado com a princesa Sofia de Saxe-Weissenfels; com descendência;
6. Carlos Luís de Brandemburgo-Bayreuth (21 de Novembro de 1679 – 7 de Abril de 1680), morreu aos cinco meses de idade.

A 30 de Março de 1703, cinco meses após a morte da sua segunda esposa, Cristiano Ernesto casou-se em Potsdam com a princesa Isabel Sofia de Brandemburgo. Não houve descentes deste casamento.

## Genealogia
| Cristiano Ernesto de Brandemburgo-Bayreuth | Pai: Erdmann Augusto de Brandemburgo-Bayreuth | Avô paterno: Cristiano de Brandemburgo-Bayreuth                  | Bisavô paterno: João Jorge de Brandemburgo          |
| Cristiano Ernesto de Brandemburgo-Bayreuth | Pai: Erdmann Augusto de Brandemburgo-Bayreuth | Avô paterno: Cristiano de Brandemburgo-Bayreuth                  | Bisavó paterna: Isabel de Anhalt-Zerbst             |
| Cristiano Ernesto de Brandemburgo-Bayreuth | Pai: Erdmann Augusto de Brandemburgo-Bayreuth | Avó paterna: Maria da Prússia, Marquesa de Brandemburgo-Bayreuth | Bisavô paterno: Alberto Frederico, Duque da Prússia |
| Cristiano Ernesto de Brandemburgo-Bayreuth | Pai: Erdmann Augusto de Brandemburgo-Bayreuth | Avó paterna: Maria da Prússia, Marquesa de Brandemburgo-Bayreuth | Bisavó paterna: Maria Leonor de Cleves              |
| Cristiano Ernesto de Brandemburgo-Bayreuth | Mãe: Sofia de Brandemburgo-Ansbach            | Avô materno: Joaquim Ernesto de Brandemburgo-Ansbach             | Bisavô materno: João Jorge de Brandemburgo          |
| Cristiano Ernesto de Brandemburgo-Bayreuth | Mãe: Sofia de Brandemburgo-Ansbach            | Avô materno: Joaquim Ernesto de Brandemburgo-Ansbach             | Bisavó materna: Isabel de Anhalt-Zerbst             |
| Cristiano Ernesto de Brandemburgo-Bayreuth | Mãe: Sofia de Brandemburgo-Ansbach            | Avó materna: Sofia de Solms-Laubach                              | Bisavô materno: João Jorge I de Solms-Laubach       |
| Cristiano Ernesto de Brandemburgo-Bayreuth | Mãe: Sofia de Brandemburgo-Ansbach            | Avó materna: Sofia de Solms-Laubach                              | Bisavó materna: Margarida de Schönburg-Glauchau     |